# MECC Maastricht
Centrum konferencyjno-wystawiennicze Maastricht (MECC Maastricht) – centrum kongresowe w Maastricht w Holandii, zlokalizowane w dzielnicy Randwyck. Jest dobrze znane z organizacji corocznych Europejskich Targów Sztuk Pięknych (TEFAF), które są uważane za jedne z wiodących targów sztuki na świecie.  MECC Maastricht był kandydatem do organizacji Konkursu Piosenki Eurowizji 2020, przetarg wygrała jednak kandydatura Rotterdamu z halą Rotterdam Ahoy.

## Wyposażenie

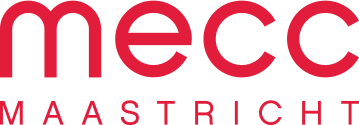
Logo MECC Maastricht

MECC to cztery hale wystawiennicze o łącznej powierzchni około 30 000 m². Ponadto na trzech piętrach znajdują się dwa centra konferencyjne z 23 wielofunkcyjnymi salami. Jedno z nich, Euro Centre, jest przeznaczone na małe konferencje, spotkania i imprezy. Największa sala ma 1700 miejsc. Ponadto w MECC Maastricht znajdują się również różne sklepy i restauracje. Obiekt znajduje się w dzielnicy biurowej Randwyck, w niedalekiej odległości od stacji kolejowej Maastricht Randwyck. W bezpośrednim sąsiedztwie znajdują się biura dużych firm, takich jak Vodafone i Mercedes Benz, Szpital Akademicki Maastricht UMC+ oraz kilka wydziałów Uniwersytetu Maastricht. Niedaleko obiektu znajduje się hotel, który jest skierowany głównie do gości konferencji MECC Maastricht.

## Galeria

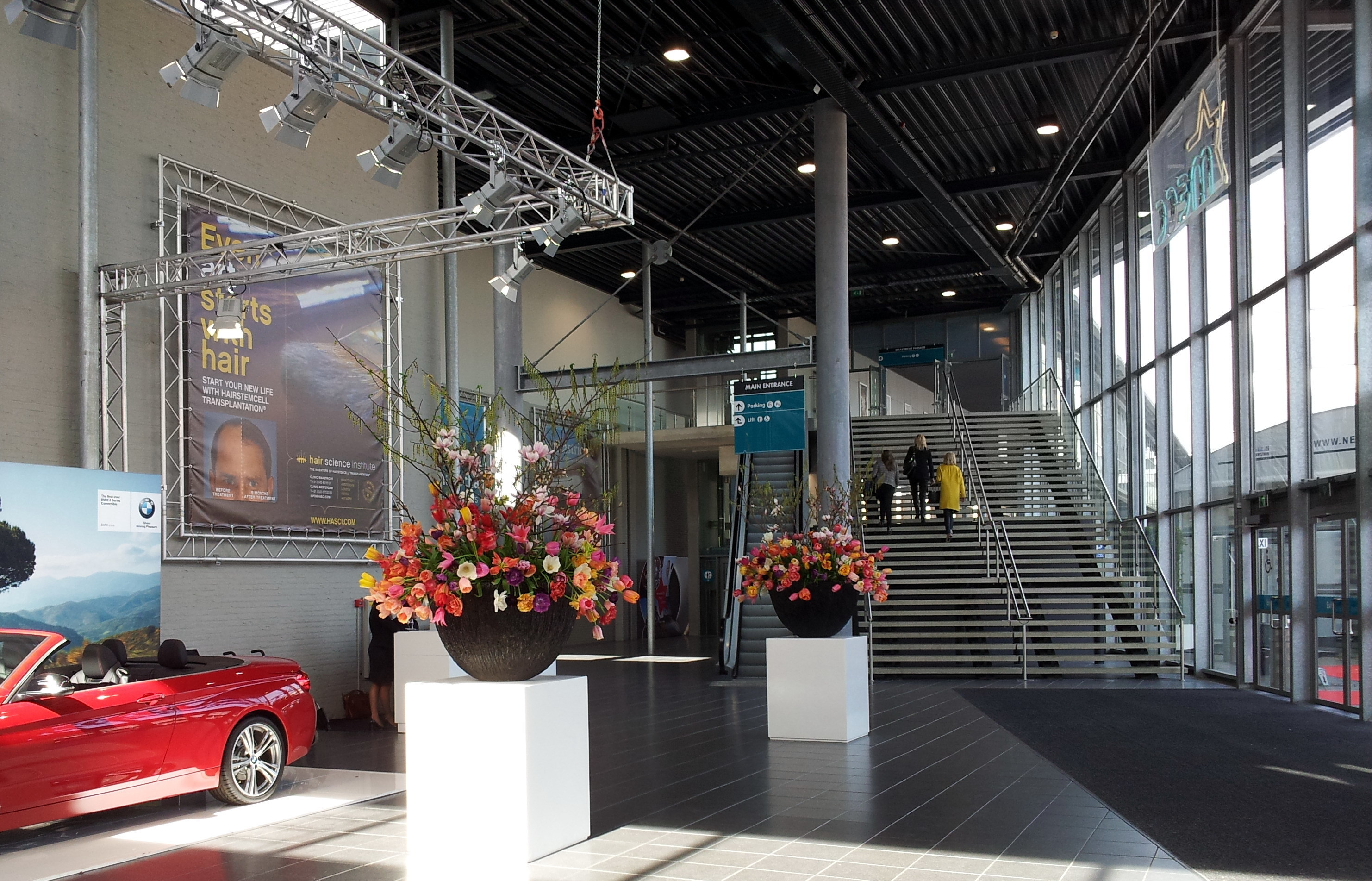
Wnętrze
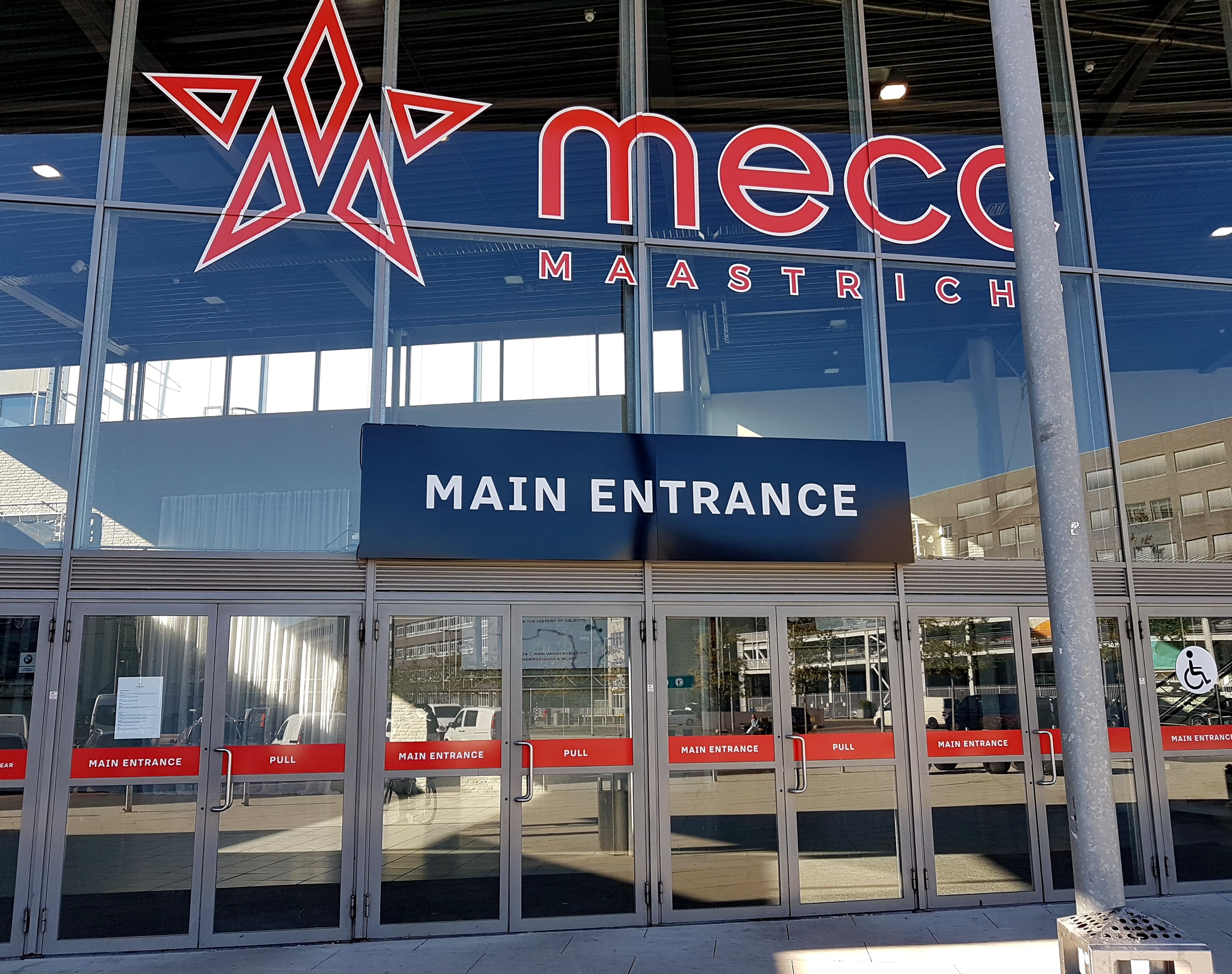
Główne wejście
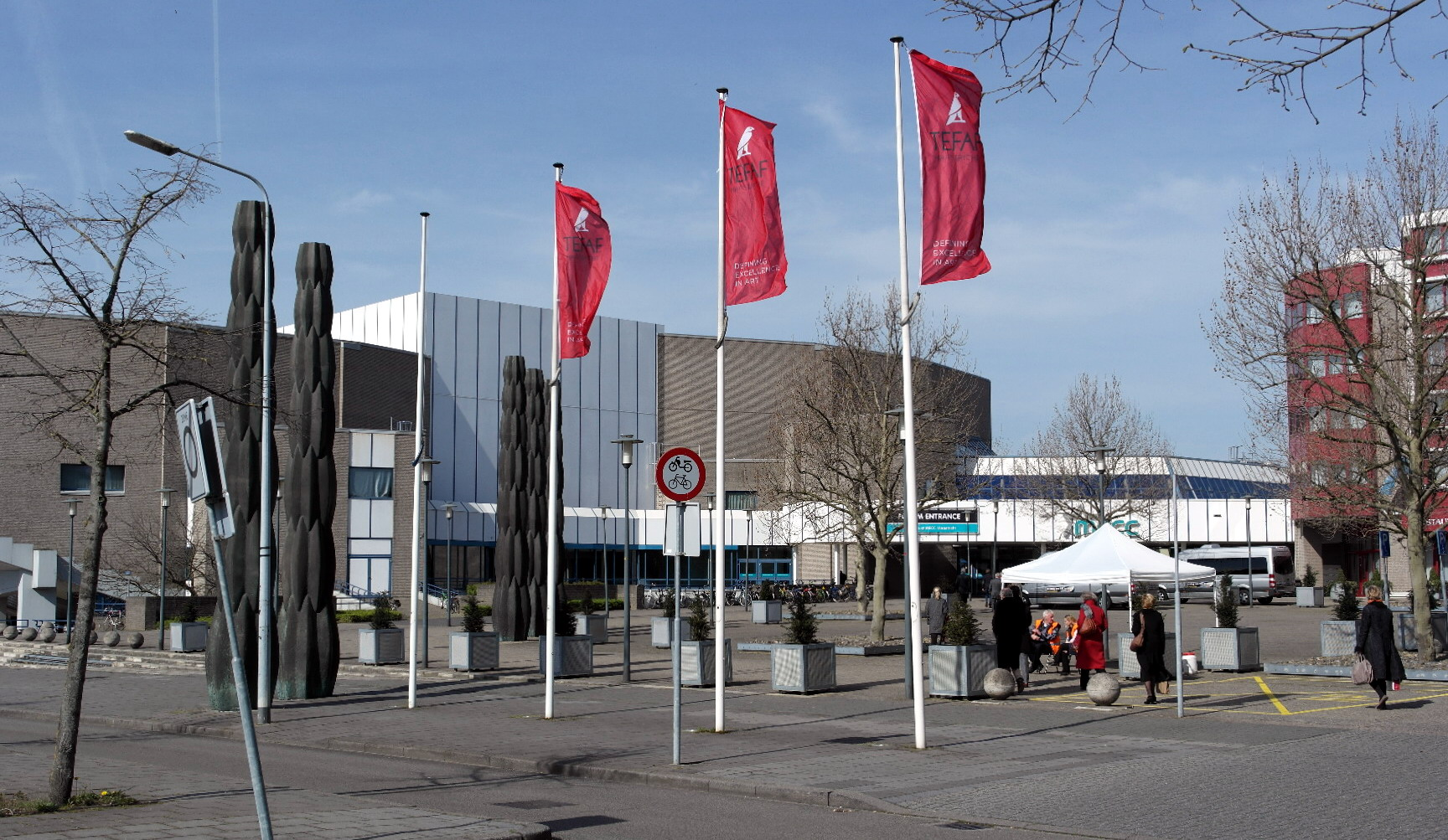
Widok z Forum Square